# Ambasciata d'Italia a Belgrado
L'Ambasciata d'Italia a Belgrado è la missione diplomatica della Repubblica Italiana in Serbia, con sede a Belgrado a Birčaninova Ulica.

## Storia
L'edificio dell'ambasciata fu costruita dal 1924 al 1926, per volere della regina Elena, principessa del Montenegro, su progetto di Florestano Di Fausto, che avrebbe sostituito la sede della legazione, venduta alla Grecia. Fu scelto un terreno nella zona centrale di Belgrado, in cui già sorgevano le sedi delle maggiori istituzioni locali. Rimase danneggiata, soprattutto negli interni, a causa dei bombardamenti nella seconda guerra mondiale.
Nel 2016, alla ricorrenza dei 90 anni della sede fu istituito un progetto di recupero e conservazione del patrimonio di opere d’arte e arredi e di miglioramento delle strutture ed in particolare dell’efficienza energetica dell’Ambasciata.

### Cronologia dei diplomatici

#### Diplomatici del Regno d'Italia
| Luigi Joannini Ceva di San Michele    | agente politico e console generale                | (26 dicembre 1868)  |
| Giuseppe Tornielli Brusati di Vergano | inviato straordinario e ministro plenipotenziario | (7 settembre 1879)  |
| Antonio Tosi                          | inviato straordinario e ministro plenipotenziario | (10 settembre 1881) |
| Vittorio Sallier de la Tour           | inviato straordinario e ministro plenipotenziario | (31 dicembre 1883)  |
| Alessandro Zannini                    | incaricato d’affari - L. C.                       | (17 dicembre 1885)  |
| Francesco Galvagna                    | inviato straordinario e ministro plenipotenziario | (30 gennaio 1887)   |
| Giuseppe Avarna                       | inviato straordinario e ministro plenipotenziario | (19 agosto 1895)    |
| Edmondo Mayor des Planches            | inviato straordinario e ministro plenipotenziario | (27 novembre 1898)  |
| Roberto Magliano di Villar San Marco  | inviato straordinario e ministro plenipotenziario | (16 febbraio 1902)  |
| Roberto Magliano di Villar San Marco  | inviato straordinario e ministro plenipotenziario | (27 luglio 1903)    |
| Alessandro Guiccioli                  | inviato straordinario e ministro plenipotenziario | (16 luglio 1904)    |
| Carlo Baroli                          | inviato straordinario e ministro plenipotenziario | (23 luglio 1908)    |
| Nicola Squitti                        | inviato straordinario e ministro plenipotenziario | (2 settembre 1912)  |
| Carlo Sforza                          | inviato straordinario e ministro plenipotenziario | (28 giugno 1916)    |

##### Periodo della Jugoslavia
| Gaetano Manzoni           | inviato straordinario e ministro plenipotenziario | (24 novembre 1920) |
| Lazzaro Negrotto Cambiaso | inviato straordinario e ministro plenipotenziario | (16 dicembre 1922) |
| Alessandro Bordero        | inviato straordinario e ministro plenipotenziario | (24 febbraio 1924) |
| Carlo Galli               | inviato straordinario e ministro plenipotenziario | (3 giugno 1928)    |
| Guido Viola di Campalto   | inviato straordinario e ministro plenipotenziario | (6 dicembre 1934)  |
| Mario Indelli             | inviato straordinario e ministro plenipotenziario | (7 agosto 1936)    |
| Francesco Giorgio Mameli  | inviato straordinario e ministro plenipotenziario | (29 gennaio 1940)  |

### Diplomatici della Repubblica italiana
| Enrico Martino                        | inviato straordinario e ministro plenipotenziario | (26 febbraio 1952) |
| Francesco Paolo Vanni D'Archifari     | inviato straordinario e ministro plenipotenziario | (25 febbraio 1953) |
| Francesco Paolo Vanni D'Archifari     | ambasciatore - L. C.                              | (12 ottobre 1954)  |
| Gastone Guidotti                      | ambasciatore - L. C.                              | (4 febbraio 1955)  |
| Francesco Cavalleti di Oliveto Sabino | ambasciatore - L. C.                              | (12 ottobre 1958)  |
| Alberto Berio                         | ambasciatore - L. C.                              | (15 gennaio 1960)  |
| Roberto Ducci                         | ambasciatore - L. C.                              | (20 aprile 1964)   |
| Folco Trabalza                        | ambasciatore                                      | (16 ottobre 1967)  |
| Giuseppe Walter Maccotta              | ambasciatore - L. C.                              | (10 giugno 1971)   |
| Giuseppe Walter Maccotta              | ambasciatore                                      | (23 dicembre 1975) |
| Alberto Cavaglieri                    | ambasciatore - L. C.                              | (24 maggio 1977)   |
| Alberto Cavaglieri                    | ambasciatore                                      | (4 settembre 1979) |
| Pietro Calamia                        | ambasciatore - L. C.                              | (16 ottobre 1980)  |
| Massimo Castaldo                      | ambasciatore                                      | (13 febbraio 1984) |
| Sergio Vento                          | ambasciatore - L. C.                              | (13 marzo 1989)    |
| Sergio Vento                          | ambasciatore                                      | (15 agosto 1991)   |
| Francesco Bascone                     | ambasciatore - L. C.                              | (3 giugno 1996)    |
| Riccardo Sessa                        | ambasciatore - L. C.                              | (5 luglio 1997)    |
| Giovanni Caracciolo di Vietri         | ambasciatore                                      | (9 giugno 2000)    |

#### Serbia e Montenegro
| Giovanni Caracciolo di Vietri | ambasciatore - L. C. | (4 febbraio 2003) |
| Antonio Zanardi Landi         | ambasciatore - L. C. | (18 marzo 2004)   |
| Alessandro Merola             | ambasciatore - L. C. | (3 gennaio 2006)  |

#### Dal 2006 a oggi
| Alessandro Merola  | ambasciatore - L. C. | (14 giugno 2006) |
| Armando Varricchio | ambasciatore - L. C. | (5 giugno 2009)  |
| Giuseppe Manzo     | ambasciatore - L. C. | (3 giugno 2013)  |
| Carlo Lo Cascio    | ambasciatore         | (4 aprile 2018)  |
| Luca Gori          | ambasciatore         | (14 giugno 2022) |